# Charles Blondin
Pour les articles homonymes, voir Blondin.
Jean François Gravelet dit Charles Blondin, le Grand Blondin ou encore, simplement, Blondin, né le 28 février 1824 à Hesdin (Pas-de-Calais, France) et mort le 19 février 1897 à Ealing (Londres, Royaume-Uni) est un funambule et acrobate français. 
Il est le premier à traverser les chutes du Niagara sur une corde, en 1859.

## Biographie
Jean-François Gravelet est né à Hesdin,. C'est à l'âge de 5 ans qu'il fait ses premiers pas sur une corde raide. Ses parents, funambules, lui apprennent leur métier. Très jeune, il hérite de leur troupe et donne des représentations dans toute la France. Il se marie le 6 août 1846 à Tarascon (Bouches-du-Rhône) avec Marie (Rosalie) Blanchery, née le 28 juin 1824 à Toulouse. Ils ont six enfants dont trois survivent : Aimé Léopold, né le 3 juin 1846 à Vauvert (Gard), Aimé Jean Baptiste, né le 1er novembre 1848 à Vienne (Isère), et Émélie, née le 26 septembre 1849 à Nevers (Nièvre).
Il est recruté en 1851 par Gabriel Ravel, qui dirige une troupe d'acrobates et de pantomimes très connue aux États-Unis. Il part avec lui pour ce pays, en laissant en France sa femme et leurs trois enfants. C’est à cette occasion qu’il prend le surnom de Blondin, sous lequel il deviendra mondialement célèbre.
Il fait pendant huit ans de nombreuses tournées aux États-Unis, au Canada et à Cuba, avec cette troupe puis avec celle des Martinetti, une autre famille française d'acrobates. Il se marie à nouveau à Boston, le 21 août 1852, avec une Américaine, Charlotte Lawrence. Quelques mois plus tard, le 9 novembre 1852, son fils aîné, Aimé Léopold, qu'il avait abandonné en France avec sa mère, son frère et sa sœur, meurt à Saint-Chinian (Hérault). Il a avec Charlotte Lawrence cinq enfants : Adèle, Edward et Iris, nés aux États-Unis, et plus tard Henry Coleman et Charlotte, nés en Angleterre.  

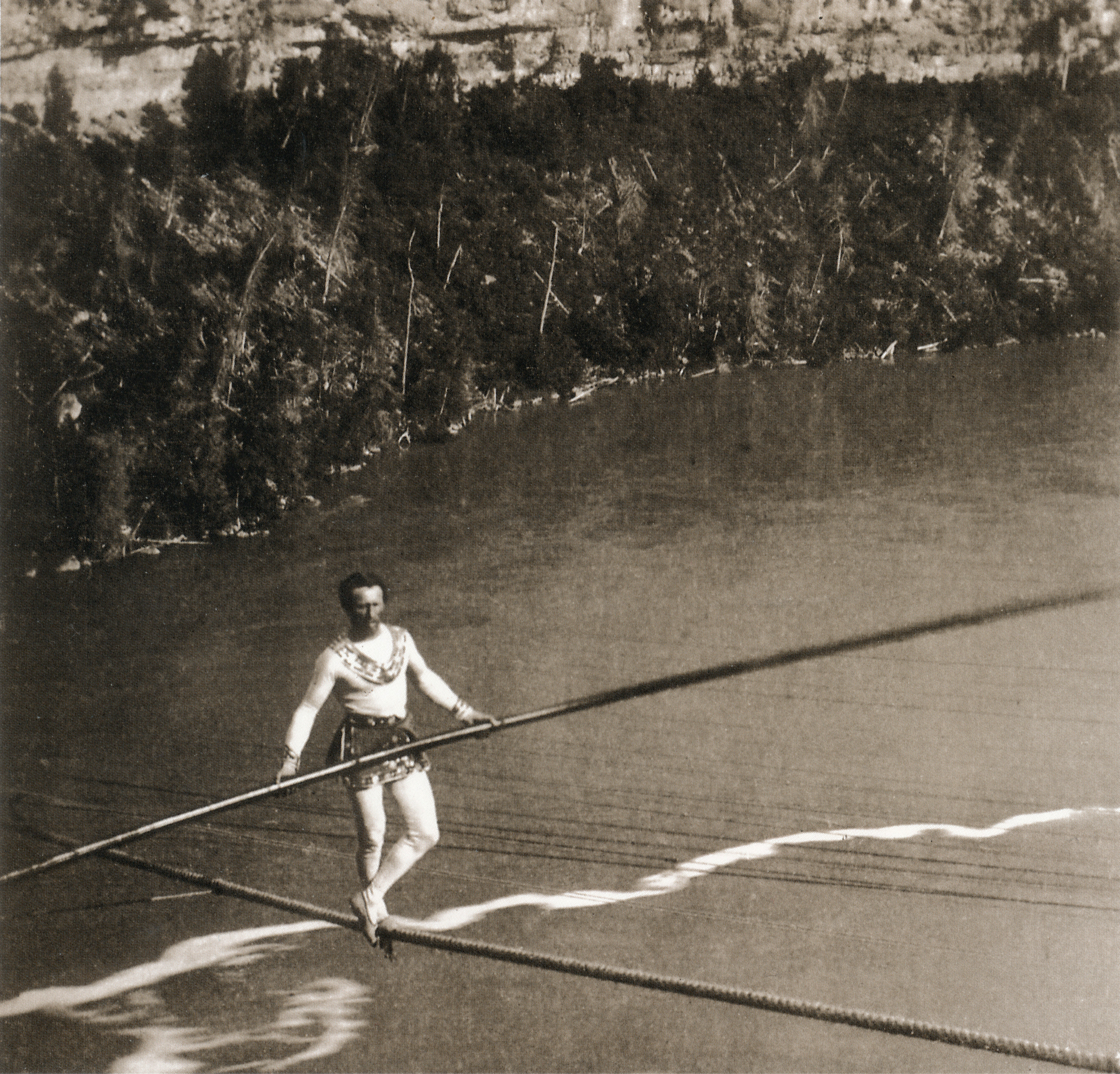
Blondin traverse les chûtes du Niagara en 1859.

En 1858, lors d'une tournée avec les Martinetti, il voit pour la première fois les chutes du Niagara. Dès lors, l’idée de les traverser ne le quitte plus. C'est un an plus tard qu'il accomplit son rêve. Il tend une corde de chanvre de 330 mètres de long un peu au-dessous des chutes et fait la traversée le 30 juin 1859, devant douze mille spectateurs. Il accomplit de nombreuses fois ce parcours, en variant les démonstrations : avec sauts périlleux avant et arrière, en équilibre sur une chaise, en prenant des photos de la foule, en faisant cuire un repas sur un réchaud, un sac sur la tête, avec une brouette, et même en portant sur le dos son agent Harry Colcord. Il renouvelle cet exploit l'année suivante en présence du prince de Galles.

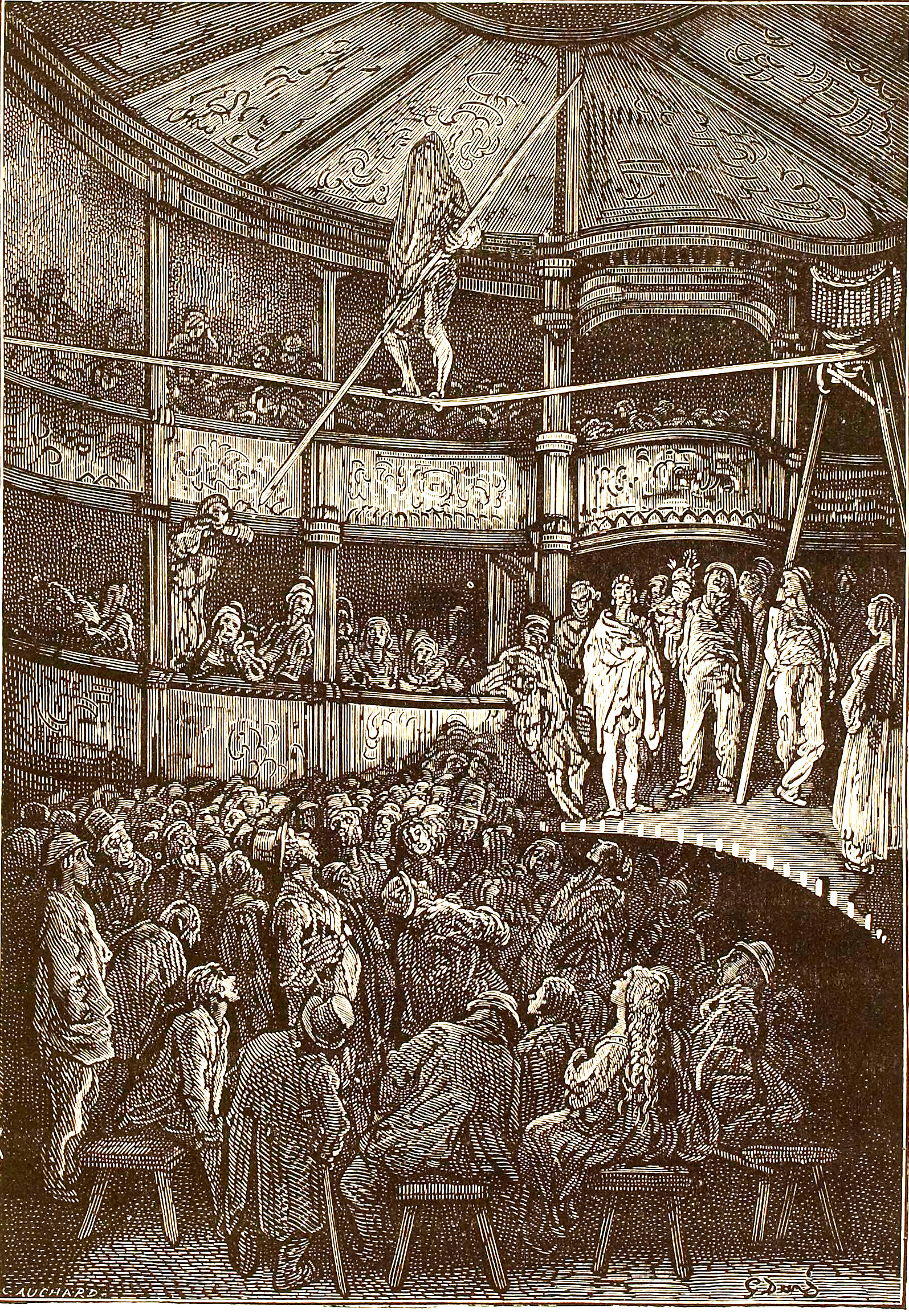
Blondin au théâtre de Shoreditch par Gustave Doré en 1872.

Il s'installe en Angleterre, à Ealing, dans sa maison appelée Niagara House. Très populaire, il continue longtemps à attirer la foule dans tout le Royaume-Uni. Ainsi en 1861 et 1862, il donne 130 représentations au Crystal Palace de Londres, et rassemblera, au total, 1 480 000 spectateurs. Il fait des tournées dans le monde entier : Espagne, Portugal, Belgique, Allemagne, Autriche, Italie, France, Russie, Inde, Australie, Nouvelle-Zélande, États-Unis (Californie), Chili, Argentine, Uruguay, Brésil. 
En juin 1874, au cours d’un  voyage vers Townsville (Queensland, Australie), le bateau fait naufrage, et il doit passer une nuit dans une embarcation à découvert sous une pluie torrentielle, avec la pianiste Arabella Goddard qui arrivait aussi pour une tournée en Australie. Ils sont sains et saufs.
Il retournera à New York en 1888 pour une série de représentations, mais il ne sera pas autorisé à retraverser les chutes du Niagara. Sa dernière représentation aura lieu à Leeds, en Grande-Bretagne, en 1896, il est alors âgé de 72 ans.
Il est enterré au cimetière de Kensal Green de Londres, aux côtés de ses deux dernières épouses : Charlotte, décédée en 1888, puis Katherine qui mourra plus tard en 1901.

## Postérité
Charles Blondin est le modèle pour le personnage de Passepartout dans le Tour du monde en quatre-vingts jours de Jules Verne, qui le cite dès le premier chapitre. Verne le mentionnera aussi dans Une ville flottante (chapitre XXXVIII) et Kéraban-le-Têtu (partie 2, chapitre XVI). Son nom est également cité dans la deuxième aventure de Sherlock Holmes, écrite en 1889 par Arthur Conan Doyle, Le Signe des quatre.
Il a donné son nom au parc Blondin, à Brentford.
À Hesdin, sa ville natale, le pont du Marché-aux-Poissons, est enjambé depuis 2021 par une statue du funambule.